# オイラーの定理 (数論)
数論において、オイラーの定理（Euler's theorem）は初等整数論の最も基本的な定理の一つである。

## 概要
nが正の整数でaをnと互いに素な正の整数としたとき,
{\displaystyle a^{\varphi (n)}\equiv 1{\pmod {n}}}
が成立する。
ここで{\displaystyle \varphi (n)}はオイラーのφ関数である。

この定理はフェルマーの小定理の一般化であり、この定理をさらに一般化したものがカーマイケルの定理である。

## 証明
nと互いに素なn以下の正の整数の集合を
{\displaystyle A=\{b_{1},b_{2},...,b_{\varphi (n)}\}}とする。
この要素のそれぞれにaを乗じた集合
{\displaystyle B=\{ab_{1},ab_{2},...,ab_{\varphi (n)}\}}
を考えればaとnは互いに素だから、集合A,Bは法をnとしたときに一致し、当然その積も法nにおいて等しくなる。すなわちAの要素の積をPとすれば、
{\displaystyle P\equiv a^{\varphi (n)}P{\pmod {n}}}
nとPは互いに素だから
{\displaystyle a^{\varphi (n)}\equiv 1{\pmod {n}}} (証明終)

## 使用例
例えば7^2009の下二桁を求めたいときに、次のように考えることができる。
{\displaystyle \varphi (100)=40} なので,オイラーの定理から
{\displaystyle 7^{40}\equiv 1{\pmod {100}}}.
よって{\displaystyle 7^{2009}=7^{9}\times (7^{40})^{50}\equiv 7^{9}\equiv 7{\pmod {100}}}
ゆえに下二桁は07になる。